# Macher Ede
Macher Ede (Felsőgalla, 1864. március 9. – ?) főreáliskolai tanár.

## Élete
Macher Sebő jegyző-kántortanító és Wagner Klára fia. A gimnázium négy alsó osztályát a tatai piaristáknál, a felsőbbeket a győri bencéseknél járta; az érettségi vizsga letétele után, 1883-ban a győri nagyobb papnevelő intézetbe került, ahol három évig teológiai tanulmányokat végzett; de ezeket félbeszakítván, 1886-ban a budapesti egyetem bölcseleti karára iratkozott be három évre. Azután a vallás- és közoktatási minisztérium ösztöndíjával Párizsba ment és 1889-90-ben a Sorbonne-on és a Collège de France-on befejezte francia és latin nyelvi szaktanulmányait. Párizsi útjából visszatérve, megszerezte a francia és latin nyelv- és irodalomból a tanári oklevelet Budapesten. 1890-91-ben Odescalchi Lórant hercegnél volt nevelő. Mint helyettes tanár 1891-től 1893-ig dolgozott a lőcsei reáliskolában, 1893-94-ben a budapesti II. kerületi királyi katolikus gimnáziumban és a vele kapcsolatos Ferenc József nevelőintézetben volt nevelőtanár. 1894. szeptember 1-jétől a pozsonyi főreáliskolán helyettes, 1895-től, amikor tanári oklevelet szerzett, rendes tanár volt. A latin és francia nyelvet és irodalmat tanította. 1896 decemberében eljegyezte Steinbarzer Jozefint Pozsonyban. 1932-ben magas francia kitüntetést kapott: a francia köztársaság méltányolta tevékenységét amelyet a francia nyelv és a francia kultúra terjesztése körül kifejtett.
Cikkei a párizsi Journal des Élèves des Lettresben (1890. Études litteraire-historiques sur l'Hotel de Rambouillet, 3 közlés) és az Országos középiskolai Tanáregylet Közlönyében (1899. Franczia Irók Iskolai Tára) jelentek meg.

## Munkái
- Baunard, A kétely és áldozatai századunkban, ford. Budapest, 1887 (Névtelenül)
- A mese és Lafontaine. Irodalomtörténeti tanulmány. Bölcselettudori értekezés. Pozsony, 1891 (Ismerteti Nyugatmagyarországi Hiradó 98., 99. sz. és Egyet. Philol. Közlöny, 1894)
- Sandeau, Jules, Mademoiselle de la Seiglière, vígj. Bevezetéssel, magyarázó jegyzetekkel és szótárral iskolai használatra. Pozsony, 1898 (Franczia Irók Iskolai Tára 1.)
- Franczia Olvasókönyv. Pozsony, 1901

Szerkesztette a Franczia Írók Iskolai Tárát (Pozsony) 1898-tól.